# Mamífers marins

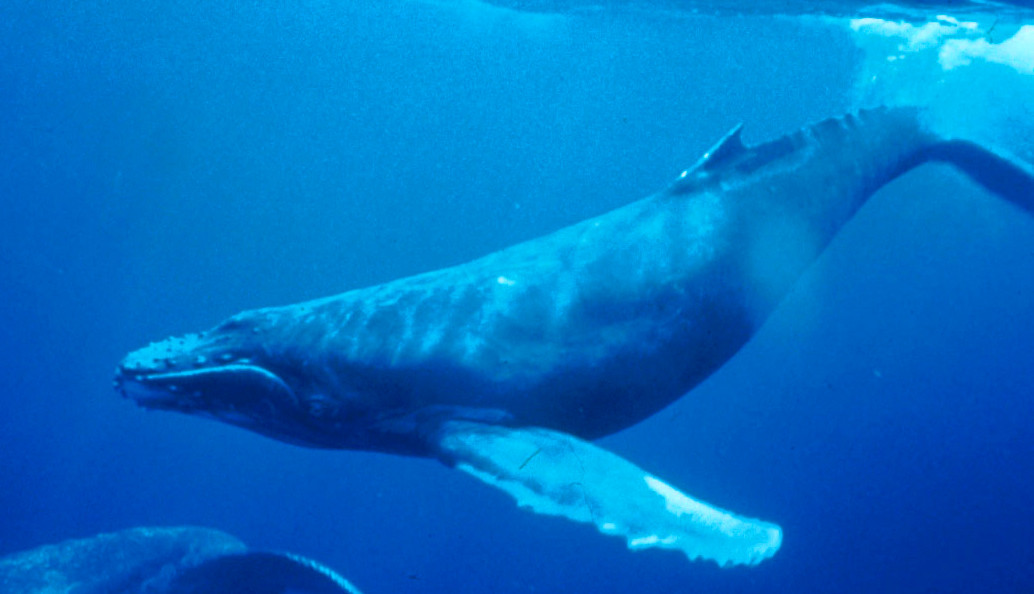
La iubarta (Megaptera novaeangliae), un artiodàctil de l'ordre dels cetacis

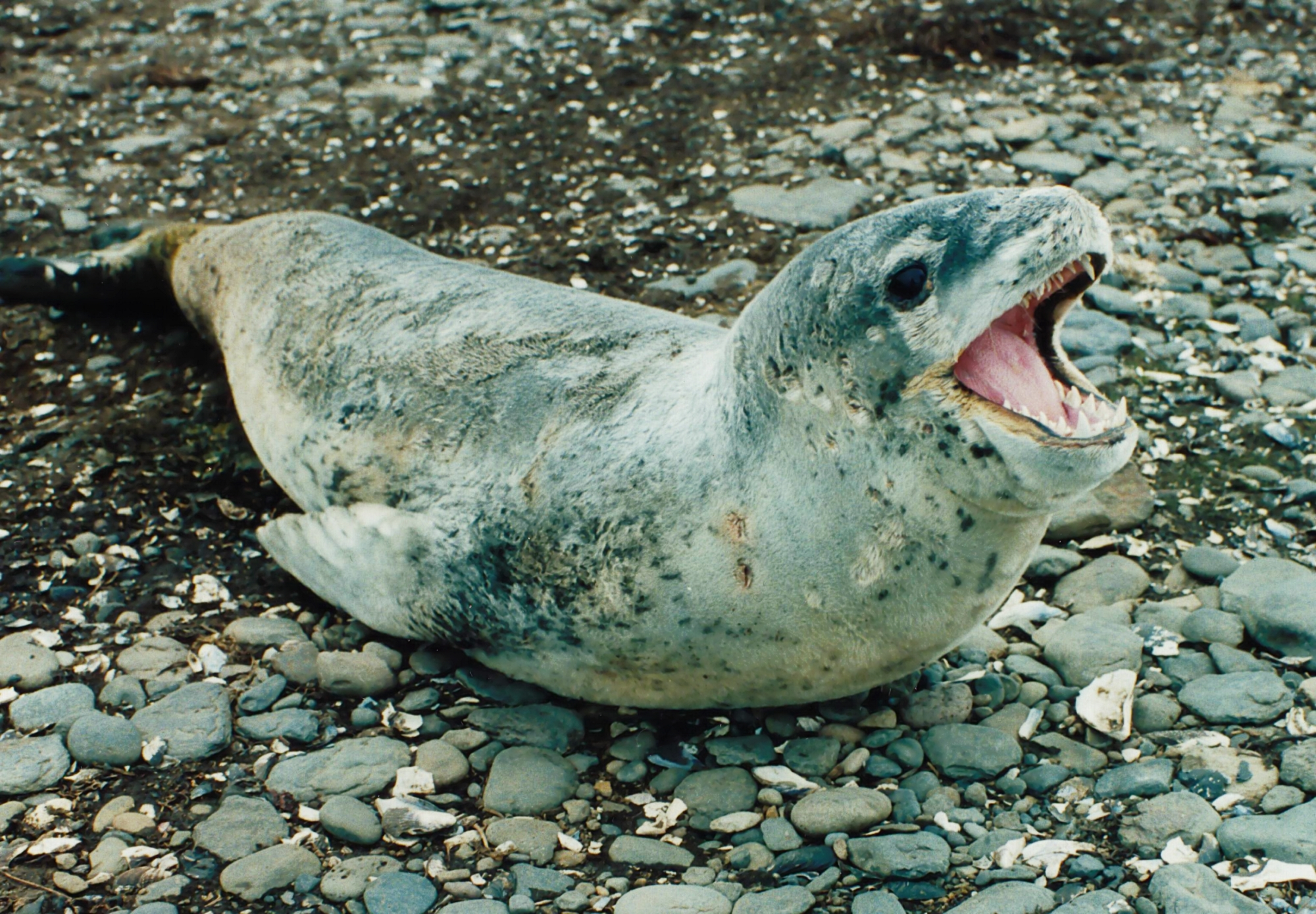
La foca lleopard (Hydrurga leptonyx), un carnívor de l'infraordre dels pinnípedes

Els mamífers marins són mamífers aquàtics que depenen dels oceans o altres ecosistemes marins per sobreviure. Inclouen animals com ara les foques, les balenes, els manatís, les llúdries marines i els ossos polars. No formen un grup d'organismes emparentats que descendeixen d'un avantpassat comú, sinó que la seva semblança és deguda a l'evolució convergent. Una altra característica comuna és la seva dependència del medi marí per alimentar-se.
El grau d'adaptació a la vida marina varia considerablement d'una espècie a l'altra. Tant els cetacis com els sirenis són animals estrictament aquàtics. Les foques i els lleons marins són animals semiaquàtics que passen gran part del temps a l'aigua, però han de tornar a terra per a activitats importants com ara l'aparellament, la cria i la muda. Les llúdries i els ossos polars, en canvi, estan molt menys adaptats a la vida aquàtica. La seva dieta també varia considerablement. Alguns s'alimenten de zooplàncton, d'altres mengen peix, calamars, marisc o herba marina i alguns fins i tot cacen altres mamífers. Hi ha força menys mamífers marins que mamífers terrestres, però tenen un paper important en el manteniment dels ecosistemes marins, per exemple, mitjançant la regulació de les poblacions de les seves preses. Aquest fet és particularment important, tenint en compte que un 36% de les espècies de mamífers marins estan amenaçades.
Els pobles indígenes foren els primers a caçar mamífers marins per la seva carn i altres recursos. Molts d'aquests mamífers també es convertiren en objectiu de la caça comercial, fet que conduí a un fort declivi de moltes espècies afectades i l'extinció de la vaca marina de Steller, el visó marí, el lleó marí del Japó i la foca monjo del Carib. Algunes espècies, com ara la balena grisa i l'elefant marí septentrional, s'han recuperat des de la fi de la caça comercial, mentre que d'altres, com la balena franca comuna, encara estan en perill crític. A banda de la caça, els mamífers marins poden morir com a resultat de la captura accessòria quan queden atrapats en xarxes fixes i s'ofeguen o acaben morint de gana. L'augment del trànsit marítim provoca col·lisions entre naus ràpides i mamífers marins de grans dimensions. La degradació del seu hàbitat també és una amenaça per als mamífers marins i afecta la seva capacitat de trobar aliment. La contaminació acústica, per exemple, afecta els mamífers que fan servir l'ecolocalització, mentre que els efectes del canvi climàtic tenen un impacte negatiu sobre els ecosistemes àrtics. En total, es consideren amenaçades més d'un terç de les espècies de mamífers marins.

## Taxonomia

### Classificació de les espècies vivents
- Ordre Artiodactyla[3]

  - Subordre Whippomorpha
    - Família Balaenidae (balenes franques i de Groenlàndia): 2 gèneres i 4 espècies
    - Família Neobalaenidae (balena franca pigmea): 1 espècie
    - Família Balaenopteridae (rorquals i iubartes): 2 gèneres i 9 espècies
    - Família Eschrichtiidae (balena grisa): 1 espècie
    - Família Physeteridae (catxalot): 1 espècie
    - Família Kogiidae (catxalots pigmeus i nans): 1 gènere i 2 espècies
    - Família Monodontidae (narvals i belugues): 2 gèneres i 2 espècies
    - Família Ziphiidae (zífids): 6 gèneres i 23 espècies
    - Família Platanistidae (dofins de riu del sud d'Àsia): 2 espècies
    - Família Iniidae (dofí de l'Amazones): 1 espècie
    - Família Lipotidae (dofí de riu xinès): 1 espècie
    - Família Pontoporiidae (dofí del Plata): 1 espècie
    - Família Delphinidae (dofins oceànics): 17 gèneres i 37 espècies
    - Família Phocoenidae (marsopes): 3 gèneres i 7 espècies
- Ordre Sirenia (manatís, dugongs i vaques marines)[3]
  -     - Família Trichechidae (manatís): 3 espècies
    - Família Dugongidae (dugongs): 1 espècie
- Ordre Carnivora (carnívors)[3]
  - Subordre Caniformia
    - Família Mustelidae, 2 espècies
    - Família Ursidae (ossos), 1 espècie

  - Subordre Pinnipedia (lleons marins, morses i foques)
    - Família Otariidae, 7 gèneres i 14 espècies
    - Família Odobenidae (morsa), 1 espècie
    - Família Phocidae, 14 gèneres i 18 espècies

### Evolució

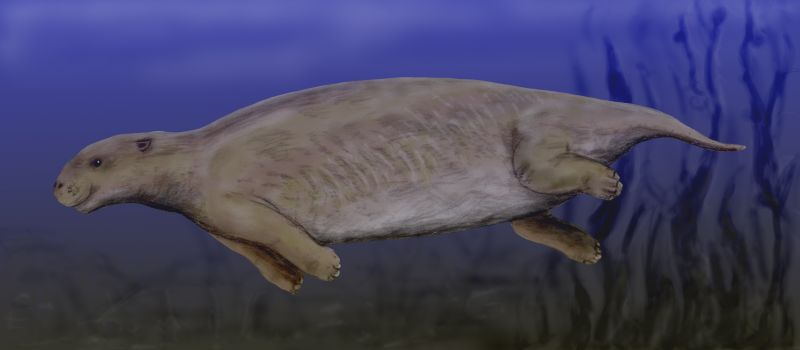
Il·lustració de Prorastomus, un sireni primitiu de fa 40 milions d'anys

Els mamífers marins formen un grup divers d'unes 130 espècies que depenen dels oceans. No formen ni un tàxon ni cap altre tipus de grup sistemàtic, sinó que tenen una relació polifilètica. El seu ús del medi marí com a font d'aliment n'és el principal denominador comú. Tot i la seva gran diversitat morfològica, l'eficiència a l'hora de cercar aliment ha estat el factor que més ha influït en l'evolució de tots els mamífers marins. El grau de dependència del medi marí varia molt d'una espècie a l'altra. Per exemple, els dofins i les balenes es passen tota la vida al mar, mentre que les foques cacen a l'oceà i crien a terra i els ossos polars atrapen les seves preses a terra. Un 36% de les espècies de mamífers marins estan amenaçades.
Els cetacis es convertiren en animals aquàtics fa uns 50 milions d'anys (Ma). Segons els estudis moleculars i morfològics, les característiques genètiques i morfològiques dels cetacis els situen clarament entre els artiodàctils (ungulats amb un nombre parell de dits). El nom «Cetartiodactyla», que reflecteix la idea que els cetacis evolucionaren d'ungulats, ve de la fusió dels noms dels ordres Cetacea i Artiodactyla. Seguint aquesta definició, es creu que els parents terrestres més propers de les balenes i els dofins són els hipopòtams.
Els sirenis, o vaques marines, es convertiren en animals aquàtics fa aproximadament 40 milions d'anys. Els primers sirenis aparegueren en el registre fòssil durant l'Eocè inferior i cap a l'Eocè superior ja s'havien diversificat força. El fet de viure en rius, estuaris i aigües marines properes a la costa afavorí la seva ràpida expansió. El sireni més primitiu, Prorastomus, sorgí en allò que avui en dia és Jamaica, a diferència d'altres mamífers marins originaris del Vell Món (com ara els cetacis). El primer sireni quadrúpede conegut fou Pezosiren, de l'Eocè mitjà. Les primeres vaques marines conegudes, de les famílies dels prorastòmids i els protosirènids, eren animals amfibis, de quatre potes i de la mida d'un porc que s'extingiren abans del final de l'Eocè. Els primers dugòngids aparegueren cap a mitjans de l'Eocè. En aquell moment, les vaques marines ja tenien un estil de vida completament aquàtic.
Els pinnípedes se separaren de la resta de caniformes fa 50 milions d'anys, durant l'Eocè. El seu vincle evolutiu amb els mamífers terrestres romangué una incògnita fins que el 2007 es descobrí Puijila darwini en dipòsits del Miocè inferior a Nunavut (Canadà). Igual que les llúdries d'avui en dia, P. darwini tenia la cua llarga, les extremitats curtes i peus palmats en comptes d'aletes. Els llinatges dels otàrids (foques amb orelles) i dels odobènids (morses) divergiren fa gairebé 28 milions d'anys. Se sap que els fòcids (foques sense orelles) existeixen des de fa com a mínim 15 milions d'anys, mentre que les dades moleculars indiquen que els llinatges de les foques monjo i dels focins se separaren fa 22 milions d'anys.
El registre fòssil indica que el llinatge de la llúdria marina quedà aïllat al Pacífic nord fa uns 2 milions d'anys. En sorgiren dues espècies: Enhydra macrodonta, actualment extinta, i la llúdria marina d'avui en dia, E. lutris. Després de sorgir al nord de Hokkaido (Japó) i Rússia, la llúdria marina s'estengué cap a l'est fins a les Illes Aleutianes, la terra ferma d'Alaska i la costa nord-americana. En comparació amb els cetacis, els sirenis i els pinnípedes, que es llançaren a l'aigua fa aproximadament 50, 40 i 20 milions d'anys, respectivament, la llúdria marina és un mamífer marí des de fa relativament poc. Tanmateix, en alguns aspectes, la llúdria marina està més adaptada a la vida aquàtica que els pinnípedes, que encara han de tornar a terra o pujar al gel per parir.
Es creu que els ossos polars divergiren d'una població d'ossos bruns (Ursus arctos) que quedà aïllada a la part oriental de Sibèria (Kamtxatka i península de Kolimà) durant un període de glaciació al Plistocè. El fòssil d'os polar més antic conegut és un maxil·lar inferior que data de fa 110.000-130.000 anys i fou trobat a Prins Karls Forland (Noruega). L'ADN mitocondrial (ADNmt) de l'os polar divergí del de l'os bru fa aproximadament 150.000 anys. A més a més, basant-se en el seu ADNmt, alguns clades d'os bru tenen una relació més propera amb els ossos polars que amb altres poblacions d'ossos bruns, fet que implicaria que l'os polar no seria una espècie a part segons algunes definicions del concepte d'espècie.
En general, els amniotes s'han llançat al mar més vegades durant el Cenozoic que durant el Mesozoic. Entre els factors que han afavorit aquesta tendència hi ha l'augment de la productivitat dels medis marins propers a la costa i l'endotèrmia com a facilitadora de la transició.

## Distribució i hàbitat

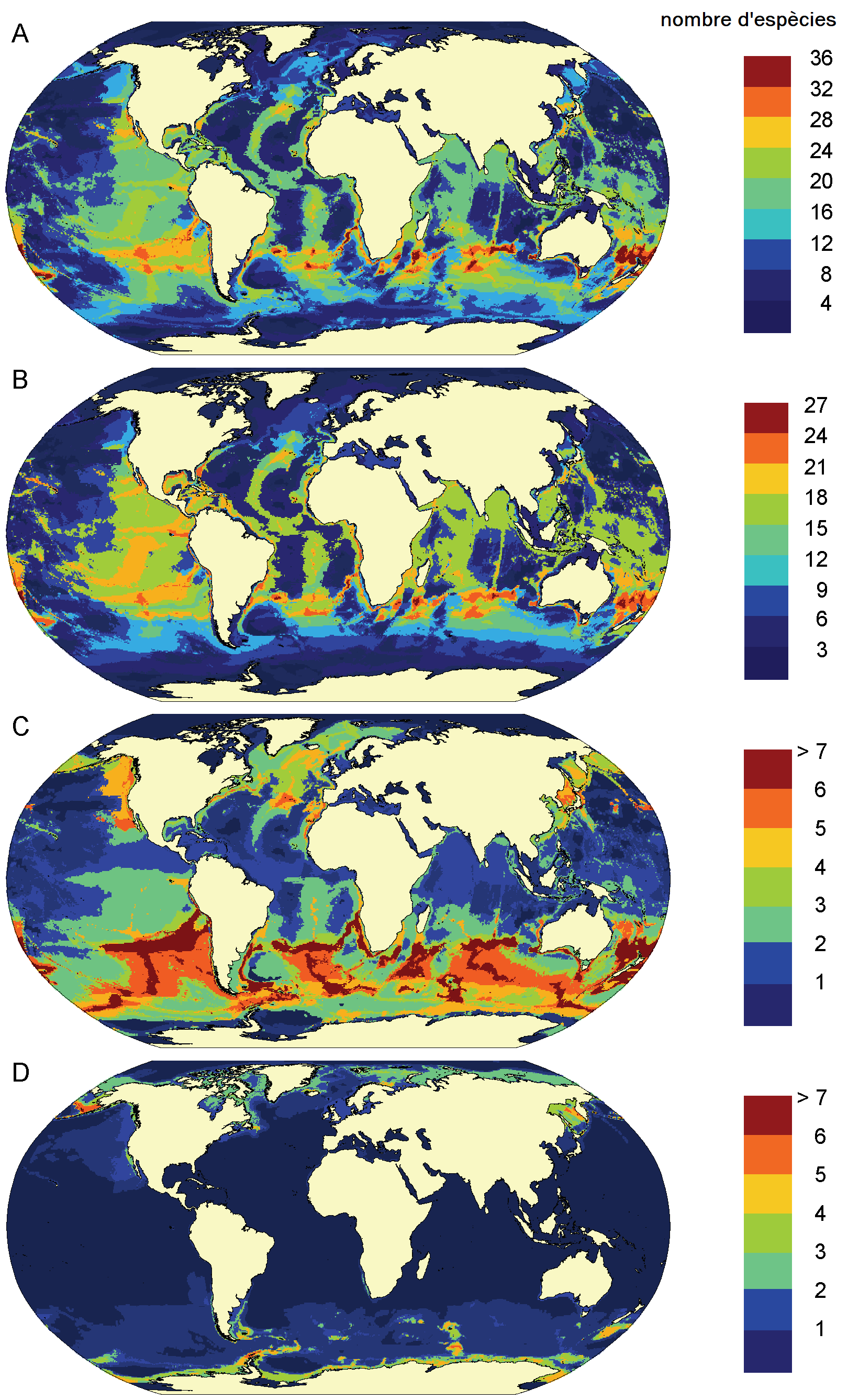
Diversitat de mamífers marins: A) Totes les espècies (n = 115), B) odontocets (n = 69), C) misticets (n = 14), D) pinnípedes (n = 32), a partir de dades del 1990-1999

Els mamífers marins tenen una àmplia distribució arreu del món, però aquesta distribució és irregular i coincideix amb les regions més productives dels oceans. Assoleixen el seu pic de diversitat a latituds properes al paral·lel 40, tant a l'hemisferi nord com a l'hemisferi sud, que corresponen als nivells més alts de producció primària al voltant de les Amèriques, Àfrica, Àsia i Austràlia. La distribució total varia molt d'una espècie a l'altra. En general, la majoria de mamífers marins tenen un àmbit de distribució igual o més petit que una cinquena part de l'oceà Índic. Aquesta variació en la mida de l'àmbit de distribució és deguda a les diferents necessitats ecològiques de cada espècie i la seva capacitat d'enfrontar-se a un ampli ventall de condicions ambientals. L'alt grau de coincidència entre les regions de major diversitat de mamífers marins i les parts del món més afectades per l'impacte dels éssers humans sobre el medi ambient és motiu de preocupació.
La majoria de mamífers marins habiten aigües litorals. Tanmateix, les foques també tenen una sèrie d'hàbitats terrestres, tant a les illes com a terra ferma. A les regions temperades i tropicals, surten de l'aigua i s'arrosseguen a platges sorrenques o codoloses, les costes rocalloses, els bancs de sorra, les planes de marea, les basses de marea i les coves marines. Algunes espècies també reposen en estructures artificials, com ara molls, espigons, boies i plataformes petrolieres. Les foques també poden aventurar-se terra endins per descansar entre les dunes o la vegetació i fins i tot poden escalar penya-segats. La majoria de cetacis viuen a mar obert. Algunes espècies, com ara el catxalot, poden baixar a cercar aliment a profunditats d'entre 300 i 760 m. Els sirenis habiten aigües litorals de poca fondària, on solen romandre uns 9 m sota la superfície. Tanmateix, se n'han observat exemplars baixant a 37 m de profunditat per arribar a herba marina situada en aquest nivell. Les llúdries marines viuen en zones protegides, com ara costes rocalloses, els boscos de varec i esculls de corall, tot i que també se'n pot trobar entre gel a la deriva i fins i tot en zones sorrenques, fangoses o llimoses.
Molts mamífers marins migren al ritme de les estacions. El gel anual conté zones d'aigua que apareixen i desapareixen a mesura que el temps evoluciona al llarg de l'any. Les foques migren en resposta a aquests canvis i els ossos polars es veuen forçats a seguir les seves preses. A la Badia de Hudson, la Badia de James i altres parts del món, el gel es fon completament cada estiu (fenomen conegut com a trencament dels glaçons), fet que obliga els ossos polars a sortir a terra ferma i esperar que el mar es torni a gelar uns mesos després. Als mars dels Txutktxis i de Beaufort, els ossos polars es retiren cada estiu al gel situat més al nord, que es manté congelat tot l'any. Les foques també poden migrar en resposta a altres canvis ambientals, com ara El Niño, i fan servir els camps geomagnètics, els corrents marins i de l'aire, la posició del Sol i de la Lluna i el gust i la temperatura de l'aigua per orientar-se. Els misticets són coneguts per viatjar grans distàncies fins a aigües tropicals per donar-hi a llum i criar-hi els nounats, possiblement per evitar els atacs de les orques. La balena grisa cobreix una distància més llarga que qualsevol altre mamífer, de fins a 23.000 km en el cas d'un exemplar que anà des del mar d'Okhotsk fins a la península de Baixa Califòrnia. A l'hivern, els manatís que viuen al límit septentrional del seu àmbit de distribució es desplacen cap a aigües més càlides.

## Adaptacions

Anatomia d'un dofí

Els mamífers marins tenen una sèrie de caràcters fisiològics i anatòmics que els permeten enfrontar-se als reptes que comporta un estil de vida aquàtic. Alguns d'aquests caràcters són molt específics. Els mamífers marins han desenvolupat tota una sèrie de caràcters que els permeten desplaçar-se de manera eficient, incloent-hi cossos amb forma de torpede per reduir l'arrossegament, extremitats modificades per impulsar-se i canviar de direcció i aletes caudals i dorsals per impulsar-se i mantenir l'equilibri. Els mamífers marins mantenen la temperatura gràcies a una espessa capa de pèl o greix, reajustaments circulatoris (intercanviadors a contracorrent), cossos amb forma de torpede, extremitats petites i una mida gran que els permet mitigar la pèrdua de calor.
Els mamífers marins poden romandre molt de temps sota l'aigua. Tant els pinnípedes com els cetacis tenen xarxes extenses i complexes de vasos sanguinis que serveixen per emmagatzemar-hi l'oxigen necessari per baixar a grans profunditats. Altres reservoris importants inclouen els músculs, la sang i la melsa, que poden retenir una gran quantitat d'oxigen. A més a més, els mamífers marins tenen la capacitat de reduir el seu ritme cardíac i prioritzar el subministrament d'oxigen als òrgans vitals (com ara el cervell i el cor) per mantenir-se molta estona sota l'aigua i combatre la falta d'oxigen. Si es queden sense oxigen, els mamífers marins poden accedir a importants reservoris de glicogen que alimenten la glicòlisi anaeròbica de les cèl·lules implicades en les condicions d'hipòxia sistèmica associada a la immersió durant períodes llargs.
Com que el so es propaga de manera diferent per l'aigua, els mamífers marins han hagut de desenvolupar adaptacions per comunicar-se, atrapar les preses i evitar els depredadors. L'adaptació més destacable en aquest sentit és l'ecolocalització de les balenes i els dofins. Els odontocets emeten un feix concentrat de clics d'alta freqüència en la direcció a la qual apunta el cap. Generen els sons fent passar aire dels narius ossis pels llavis fònics. Aquests sons es reflecteixen al dens os còncau del crani i un sac d'aire situat a la seva base. El meló, un òrgan gros amb un alt contingut de greix, s'encarrega de modular el feix concentrat. Com que es compon de lípids de densitats diferents, funciona com una lent acústica.
Els mamífers marins han desenvolupat una àmplia varietat de caràcters per ajudar-los a alimentar-se, especialment en la dentadura. Per exemple, les premolars i molars dels pinnípedes i odontocets estan adaptades per atrapar peixos i calamars. Els misticets, en canvi, tenen barbes per filtrar el plàncton i els peixos petits que es troben a l'aigua.
Els ossos polars, les llúdries i els ossos marins tenen un pelatge llarg, greixós i impermeable que atrapa una capa d'aire que serveix d'aïllament. Altres mamífers marins, en canvi, perderen el seu pelatge llarg fa molt de temps i ara tenen una epidermis gruixuda i densa i una capa de greix per reduir l'arrossegament. Els animals que caminen per l'aigua (com ara els manatís) han de ser més densos que l'aigua per baixar al fons marí o simplement mantenir-se sota l'aigua Els animals que viuen a la superfície (com ara les llúdries marines) necessiten el contrari, mentre que els animals que neden lliurement a mar obert (com ara els dofins) han de tenir una flotabilitat neutra que els permeti pujar i baixar per la columna d'aigua. Com a regla general, els mamífers que s'alimenten al fons marí tenen ossos gruixuts i densos, mentre que els que viuen en aigües profundes tenen una densitat òssia baixa. Alguns mamífers marins, com ara els ossos polars i les llúdries, conserven quatre potes en les quals poden recolzar el seu pes i que els permeten caminar a terra com si fossin animals completament terrestres.

## Ecologia

### Dieta

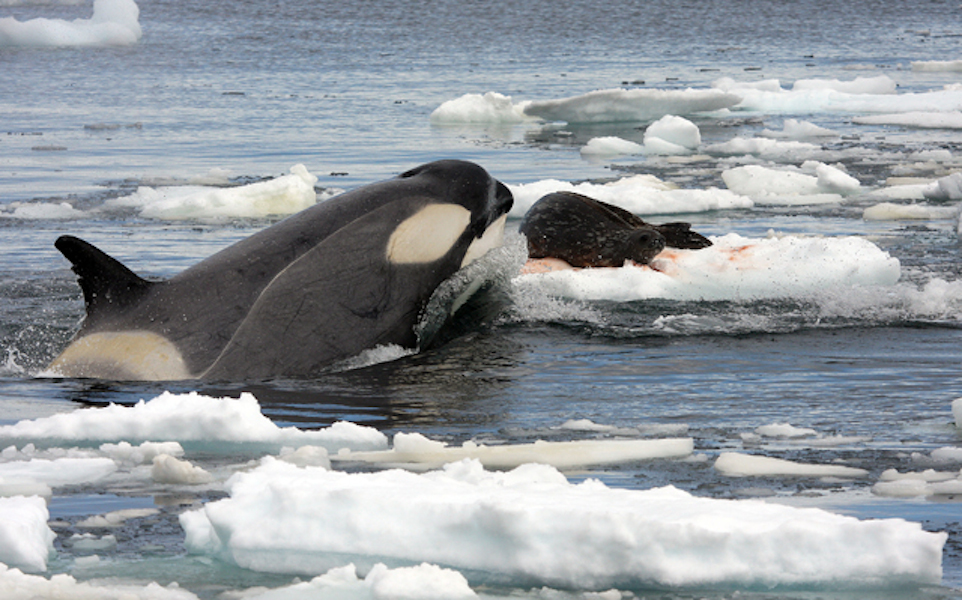
Orca caçant una foca de Weddell

Tots els cetacis són carnívors i depredadors. Els odontocets s'alimenten principalment de peixos i cefalòpodes, seguits per crustacis i bivalves. Alguns poden cercar menjar juntament amb altres animals, com ara altres espècies de balenes o algunes espècies de pinnípedes. Un mètode habitual de caça en grup consisteix a conduir un banc de peixos a un espai petit i fer que es formi una bola d'esquer. Seguidament, els membres del grup es van alternant per escometre la bola i atrapar peixos atordits. Els dofins també saben acorralar peixos en aigües poc profundes per caçar-los amb més facilitat. Així mateix, s'han observat orques i dofins mulars fent que les seves preses s'encallin a les platges per poder-les atrapar. S'han documentat casos d'orques que tombaven taurons blancs i altres taurons i rajades panxa enlaire per paralitzar-los. Les balenes que tenen el musell més arrodonit i les dents més petites recorren a l'alimentació per succió. Malgrat la seva dieta carnívora, tenen una flora intestinal semblant a la dels herbívors terrestres, fet que probablement té a veure amb els seus orígens evolutius.
Els misticets fan servir les barbes per filtrar plàncton i altres aliments presents a l'aigua. Hi ha dos mètodes: l'alimentació per envestides i l'alimentació per filtració continuada. El primer consisteix a inflar la boca per expandir el volum de la mandíbula a un volum superior al volum original de tot el cos. Això fa que s'expandeixin els solcs de la gola i permet que la boca pugui contenir una major quantitat d'aigua. Els cetacis que empren aquest mètode envesteixen boles d'esquer a alta velocitat, tot i que només surt a compte amb boles d'esquer grans. L'alimentació per filtració continuada consisteix a nedar amb la boca oberta i deixar que s'ompli d'aigua i preses. Les preses han de ser prou abundants per despertar l'interès del cetaci, d'una mida que en permeti la filtració per les barbes i massa lentes per fugir.

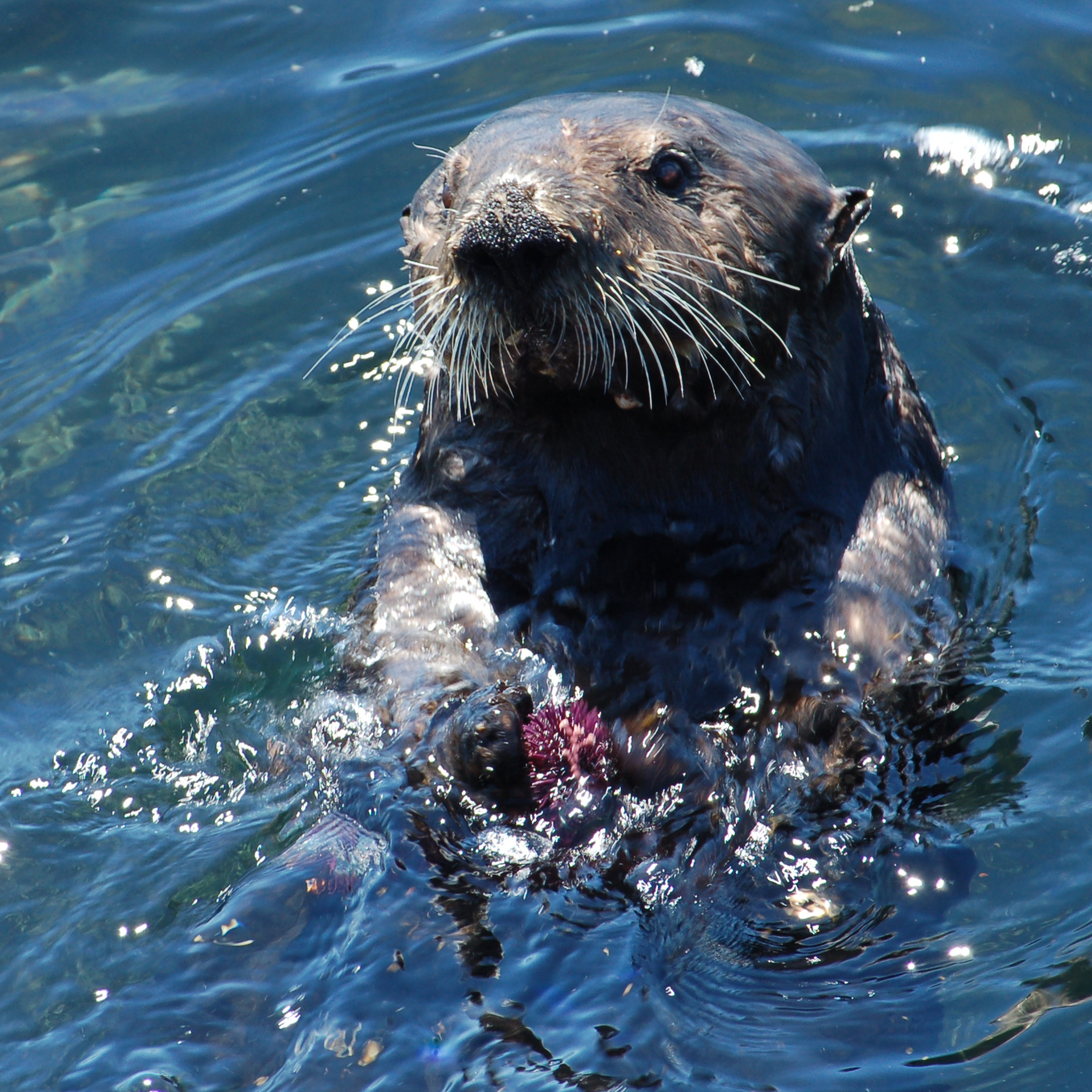
Les llúdries marines fan servir les potes anteriors per trencar els eriçons de mar contra les roques.

Les llúdries són els únics animals marins capaços d'aixecar i capgirar roques, cosa que fan habitualment amb les potes anteriors quan cerquen preses. A més a més, agafen caragols i altres organismes del varec i desenterren cloïsses del fang submarí. Són els únics mamífers marins que atrapen peixos amb les potes anteriors en lloc de les dents. Tenen una butxaca de pell a sota de les aixelles, que s'estén d'una banda a l'altra del tors i que utilitzen per portar l'aliment que recullen a la superfície. La butxaca també conté una roca que serveix per trencar la closca del marisc i de les cloïsses en un exemple de l'ús d'eines per les llúdries marines. Es mengen les preses mentre floten panxa amunt, fent servir les potes anteriors per trossejar les preses i posar-se-les a la boca. La llúdria costanera sud-americana s'alimenta principalment de crustacis i peixos.
Els peixos i els cefalòpodes formen la major part de la dieta dels pinnípedes, seguits pels crustacis, els bivalves, el zooplàncton i les preses de sang calenta (com ara ocells marins). La majoria de les espècies són generalistes. En general, cacen peixos que no formen bancs, invertebrats immòbils o de moviments lents i, quan estan en grup, preses endotèrmiques. Les espècies que s'alimenten en solitari ho solen fer en aigües costaneres, badies i rius. Quan troben grans bancs de peixos o sípies, els pinnípedes s'ajunten en grups de molts individus per col·laborar en la detecció i la caça de les preses. Algunes espècies, com ara el lleó marí de Califòrnia i el lleó marí sud-americà, cacen juntament amb cetacis i ocells marins.
L'os polar, el més carnívor de tots els ossos, s'alimenta principalment de foques ocel·lades i barbudes. Sol caçar a la interfície entre el gel, l'aigua i l'aire i gairebé mai no ho fa a terra ferma o mar obert. Fa servir el sentit de l'olfacte per detectar forats de respiració de les foques i s'amaga a prop seu fins que arriba una foca. Quan la foca exhala, l'os en sent l'olor, la pesca amb una pota anterior i l'arrossega a la superfície del gel. Un altre mètode consisteix a seguir sigil·losament les foques que reposen al gel. Quan en troba una, s'acosta a uns 90 m de la foca i s'agotzona. Si la foca no detecta el perill, l'os va avançant de mica en mica fins que es troba a uns 10 m i aleshores llança un atac sobtat. Un tercer mètode és assaltar els caus en els quals es refugien les cries. L'os polar també menja peix, així com ocells marins.

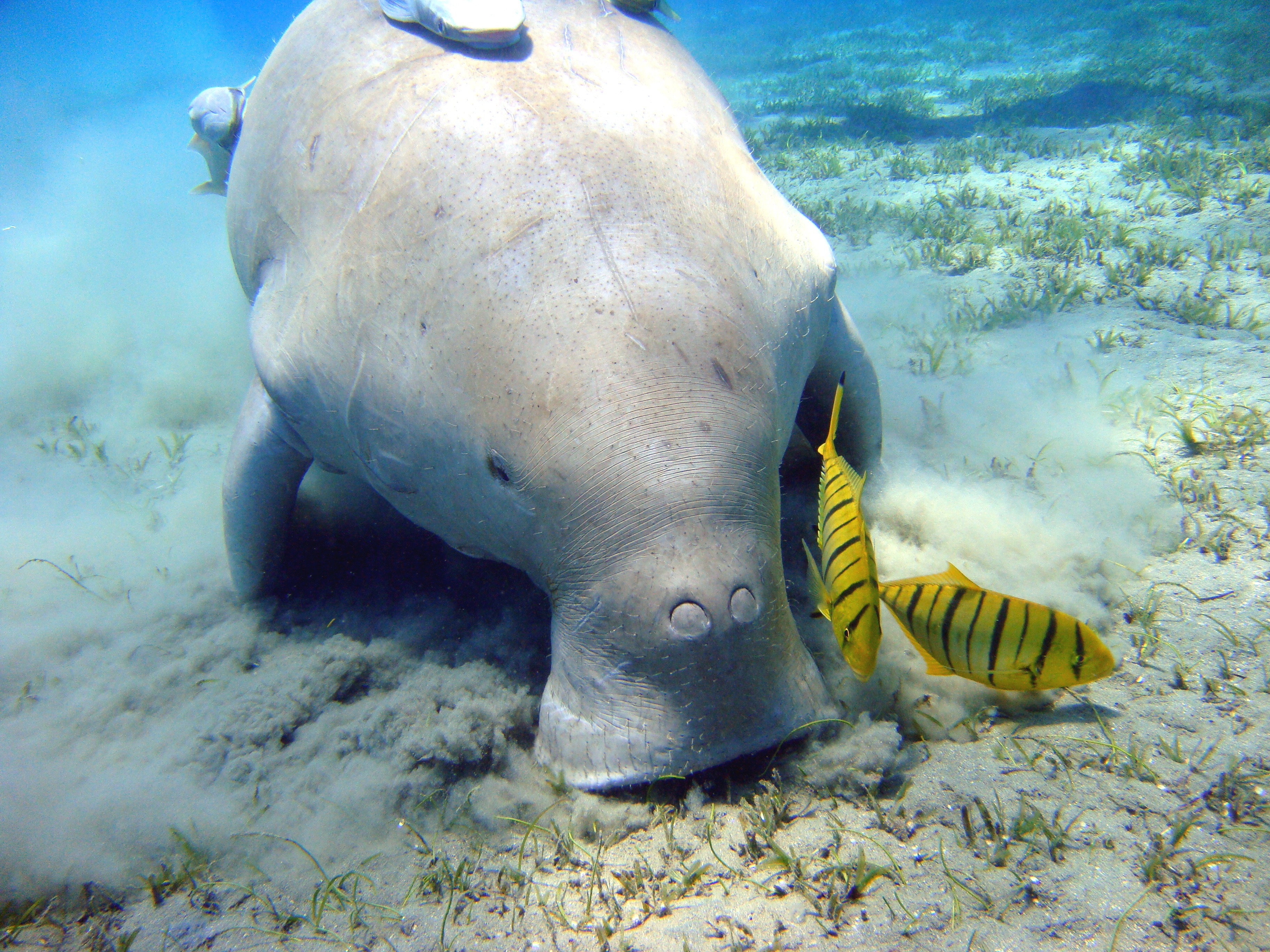
Dugong cercant aliment al fons del mar

Els sirenis es coneixen com a «vaques marines» perquè tenen una dieta que es compon principalment d'herba marina. Es mengen les plantes senceres, incloent-hi les arrels, encara que si no poden arrancar-les completament, es conformen amb les fulles. S'han trobat molts tipus diferents d'herba marina a l'estómac de dugongs. Quan escasseja l'herba marina, també poden alimentar-se d'algues. Els manatís del Carib consumeixen fins a 60 espècies diferents de plantes i, en menor mesura, peixos i petits invertebrats.

### Espècies clau
Les llúdries marines són un exemple típic d'espècie clau; la seva presència té una influència desproporcionadament gran sobre el seu ecosistema. Controlen les poblacions d'alguns herbívors del fons marí, especialment els eriçons de mar. Aquests animals es mengen la part baixa de la tija del varec, cosa que fa que el varec se separi del fons marí i acabi morint. La desaparició de l'hàbitat i els nutrients que ofereix el varec provoca importants efectes de cascada en l'ecosistema marí. Les parts del Pacífic nord en les quals no hi ha llúdries marines sovint es converteixen en blancalls d'eriçons, és a dir, zones amb molts eriçons de mar i sense boscos de varec. La reintroducció de les llúdries marines a la Colúmbia Britànica conduí a una millora substancial de la salut dels ecosistemes costaners. S'han observat canvis similars amb la recuperació de les poblacions de llúdries marines a les Illes Aleutianes i del Comandant, així com a la costa de Big Sur, a Califòrnia. Tanmateix, alguns ecosistemes amb boscos de varec de Califòrnia prosperen sense llúdries marines, sense que estigui clar quins són els altres factors que controlen les poblacions d'eriçons marins. Les llúdries marines tenen un major pes en el manteniment dels boscos de varec en costes obertes que en llocs més resguardats, com ara les badies i els estuaris.
Els depredadors alfa influeixen en la dinàmica de poblacions i les estratègies de defensa (com ara el camuflatge) de les seves preses. L'os polar és el depredador alfa de la seva distribució. Diversos animals, especialment les guineus àrtiques i els gavinots hiperboris, solen menjar-se la carronya que deixen els ossos polars. Les foques ocel·lades i els ossos polars tenen una relació tan propera que, en algunes regions, l'abundància de les primeres regula la densitat dels segons, mentre que la caça pels ossos polars regula la densitat i l'èxit reproductiu de les foques ocel·lades. La pressió evolutiva que exerceixen els ossos polars sobre els pinnípedes probablement explica algunes de les diferències significatives que hi ha entre els àrtics i els antàrtics. En comparació amb l'Antàrtida, on no hi ha depredadors de superfície importants, els pinnípedes àrtics utilitzen més forats de respiració, es posen més nerviosos quan estan sobre el gel i no solen defecar-hi. A l'Àrtida, les cries tenen el pelatge blanc, presumiblement per camuflar-se dels depredadors, mentre que a l'Antàrtic tenen el pelatge fosc.
Les orques són els depredadors alfa de tota la seva distribució global i poden tenir un impacte considerable sobre el comportament i les poblacions de les seves preses. Tenen una dieta molt variada i es poden alimentar de molts vertebrats marins, entre els quals hi ha els salmons, els batoïdeus, els taurons (incloent-hi els taurons blancs), misticets de grans dimensions i nombroses espècies de pinnípedes. Els seus atacs contra les cries de balenes podrien ser el motiu de la migració anual de moltes balenes a aigües més tropicals, on hi ha un nombre molt inferior d'orques que a les aigües polars. Abans de l'inici de la caça de balenes a gran escala, es creu que eren una font d'aliment important per a les orques. Tanmateix, el gran declivi de les poblacions de misticets ha forçat les orques a adoptar una dieta més variada, que al seu torn ha tingut efectes negatius sobre els mamífers marins més petits. A la dècada del 1990 hi hagué una polèmica quan un grup de científics atribuïren, sense proves directes, el declivi de les poblacions de llúdries marines de les Illes Aleutianes a la seva caça per les orques. Aquest declivi fou precedit pel col·lapse de les poblacions de foques comunes i lleons marins de Steller, les preses habituals de les orques, a causa de la caça de balenes a escala industrial. Així doncs, les orques haurien començat a atacar les llúdries marines per substituir aquestes altres fonts d'aliment.

### Transport vertical de nutrients per grans cetacis

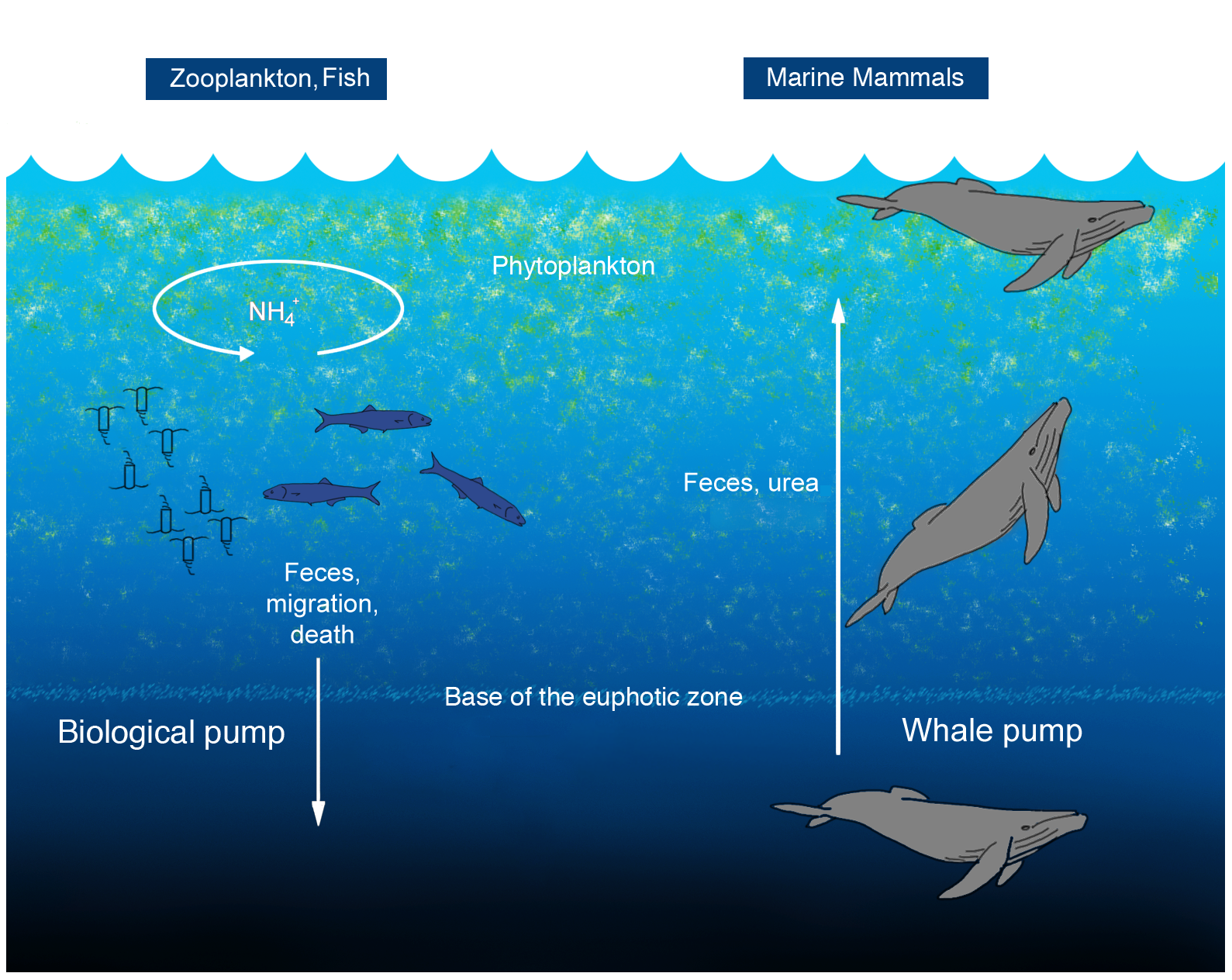
Transport vertical de nutrients per grans cetacis

Un estudi publicat el 2010 considera que els cetacis afavoreixen la productivitat dels oceans mitjançant el seu transport vertical de nutrients. Els cetacis porten nutrients, com ara nitrogen, de les profunditats a la superfície. Aquest fenomen, que funciona com una bomba biològica cap a la superfície, contrasta amb l'antiga creença que els cetacis acceleraven la caiguda de nutrients al fons marí. El transport vertical de nutrients per grans cetacis aporta unes 23.000 tones de nitrogen a l'any al golf de Maine, més que tots els rius que hi desemboquen junts. Els cetacis defequen a la superfície dels oceans. L'alt contingut en ferro i nitrogen dels seus excrements fa que tinguin un efecte beneficiós sobre la fauna marina. Els excrements són líquids i suren a la superfície, on els consumeix el fitoplàncton.
Les carcanades de cetacis morts cauen a les profunditats dels oceans, on es converteixen en un hàbitat important per als organismes marins. Les proves que han deixat les carcanades en els registres actuals i fòssils indiquen que suporten una àmplia gamma d'éssers vius, amb una diversitat de 407 espècies, comparable a la d'altres focus de biodiversitat de la zona nerítica, com ara les emanacions fredes i les fumaroles hidrotermals. Les carcanades es descomponen en tres etapes. En un primer moment, els organismes mòbils, com ara els taurons i els mixinoïdeus, se n'emporten els teixits tous en un procés que pot durar entre uns mesos i dos anys. Seguidament, animals oportunistes com els crustacis i els poliquets colonitzen els ossos i els sediments que els envolten (que contenen matèria orgànica) durant uns anys. Finalment, els bacteris sulfòfils redueixen els ossos, tot alliberant àcid sulfhídric que fomenta el creixement dels organismes quimioautòtrofs, que al seu torn suporten animals com ara musclos, cloïsses, pagellides i caragols de mar. Aquesta etapa pot durar dècades i suporta una gran diversitat d'espècies.

## Interaccions amb els humans

### Amenaces
La dificultat de censar les poblacions de mamífers marins fa que el 38% de les espècies es considerin espècies amb dades insuficients, especialment a la regió que envolta el front polar antàrtic. Molts casos de declivis de mamífers completament marins podrien passar desapercebuts.

#### Explotació

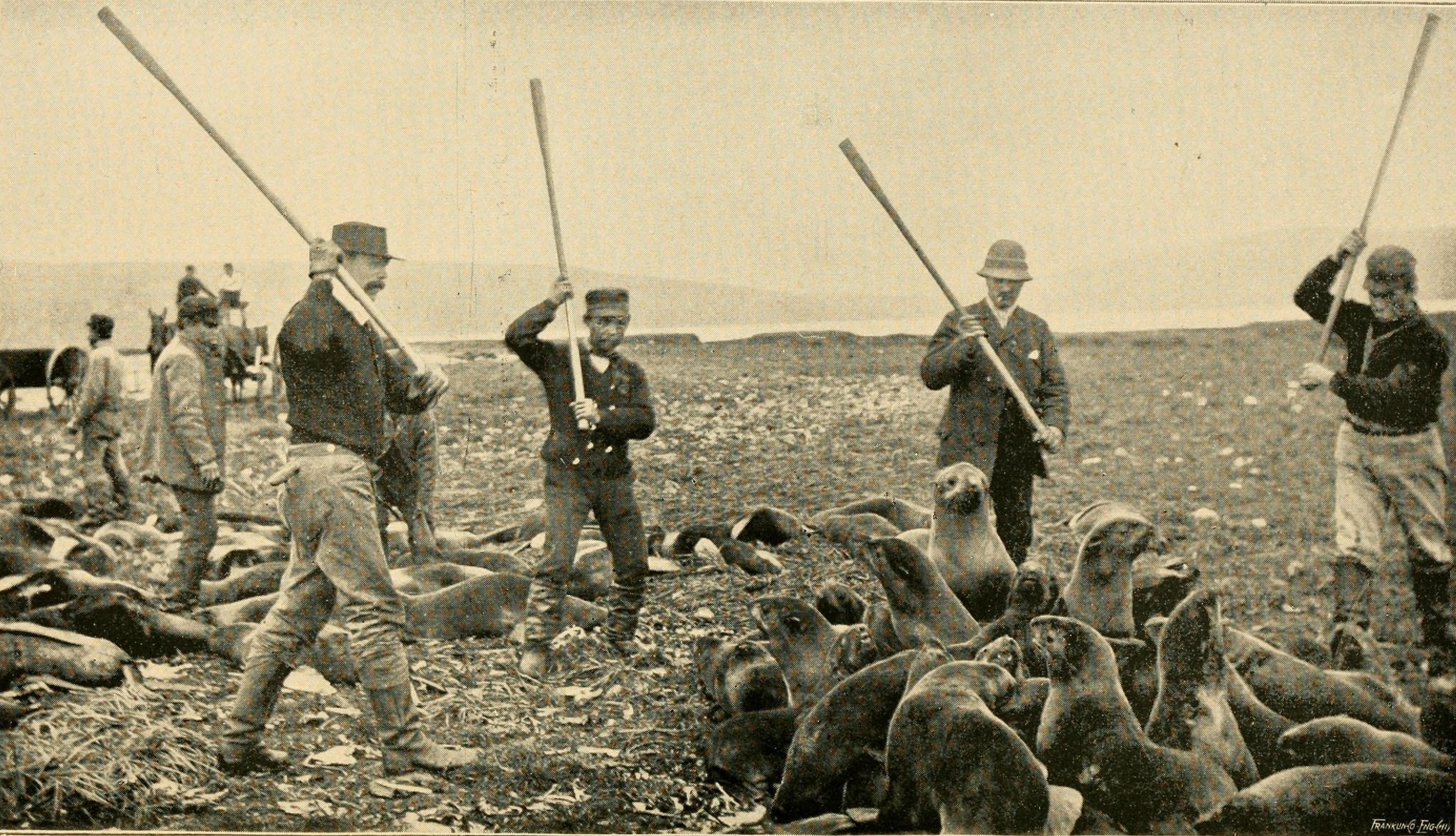
Grup d'homes matant ossos marins septentrionals a l'Illa de Sant Pau (Alaska) a finals del

Al llarg de la història, els pobles indígenes de regions costaneres han caçat mamífers marins per la seva carn i altres recursos. Aquest tipus de caça de subsistència, que encara perdura al Canadà, Groenlàndia, Indonèsia, Rússia, els Estats Units i diversos estats del Carib, es duu a terme a escala relativament petita i té efectes molt localitzats. La caça comercial, en canvi, es produïa a una escala molt més gran i conduí a l'extinció de la vaca marina de Steller, el visó marí, el lleó marí del Japó, i la foca monjo del Carib. Altres espècies que foren objecte de caça comercial, com ara el rorqual blau i la balena franca del Pacífic nord, encara no se n'han recuperat del tot. El seu creixement lent, l'edat a la qual assoleixen la maduresa sexual i la seva baixa taxa de reproducció fan que les poblacions de balenes triguin molt a restablir-se.
La moratòria sobre la caça comercial de balenes imposada per la Comissió Balenera Internacional (CBI) no ha impedit que algunes espècies continuïn sent objecte de caça. Queden dos països que en permetin la caça comercial: Noruega, que caça centenars de rorquals d'aleta blanca cada any, i Islàndia, que estableix quotes anuals de 150 rorquals comuns i 100 rorquals d'aleta blanca. El Japó també caça centenars de rorquals comuns i rorquals antàrtics a l'any, suposadament amb fins científiques i conformement a les disposicions de la moratòria. Tanmateix, al Japó i altres països hi ha un important mercat negre de carn de balena i de dofí.

Distribució històrica i actual de la llúdria marina septentrional

El segment més lucratiu del comerç marítim de pells eren les pells de llúdries marines, especialment la llúdria marina septentrional, que vivia en aigües costaneres entre el riu Columbia al sud i la badia de Cook al nord. Les pells de llúdries marines meridionals, en canvi, eren menys preuades. Després que la llúdria marina septentrional s'extingís localment a causa de la caça, els comerciants marítims de pells es desplaçaren a Califòrnia, on també portaren la llúdria marina meridional a la vora de l'extinció. Els comerciants marítims de pells britànics i estatunidencs duien les pells al port xinès de Canton, on treballaven en el marc del sistema de Canton. La majoria de les pells obtingudes a l'Amèrica russa es venien a la Xina a través de la localitat comercial mongola de Kiakhta, que s'havia obert als mercaders russos en virtut del tractat de Kiakhta (1727).
Històricament, la caça de foques tingué una importància comparable a la de la caça de balenes. Les espècies explotades inclouen les foques de Groenlàndia, les foques de cresta, les foques del Caspi, els elefants marins, les morses i totes les espècies d'ossos marins. L'escala de la caça de foques es reduí significativament a partir de la dècada del 1960, quan el govern canadenc escurçà la temporada de caça i emprengué accions per protegir les femelles adultes. Les poblacions d'algunes espècies que foren objecte de caça en el passat s'han recuperat des d'aleshores. Per exemple, és possible que els ossos marins antàrtics siguin igual de nombrosos que abans de l'inici de la caça. A finals del segle xix, els elefants marins septentrionals gairebé s'extingiren a causa de la caça i foren reduïts a una sola població a l'Illa Guadalupe. Avui en dia, es troben a gran part de la seva antiga distribució, tot i que pateixen un coll d'ampolla demogràfic. En canvi, la foca monjo del Mediterrani ha desaparegut de la majoria de la seva antiga distribució, que s'estenia des del nord-oest d'Àfrica fins al mar Negre, i tan sols perdura al nord-est del Mediterrani i parts del nord-oest d'Àfrica.
La caça d'ossos polars com a trofeus és legal al Canadà sempre que es dugui a terme amb el permís necessari i amb el suport d'un guia local. La cinegètica pot ser una font d'ingressos important per a les comunitats petites, car la caça amb guia és més lucrativa que la venda de pells d'ossos polars. Els Estats Units, Rússia, Noruega, Groenlàndia i el Canadà en permeten la caça de subsistència. Les pells es poden destinar a fins de subsistència, conservar com a trofeus o vendre.

#### Trànsit oceànic i pesca

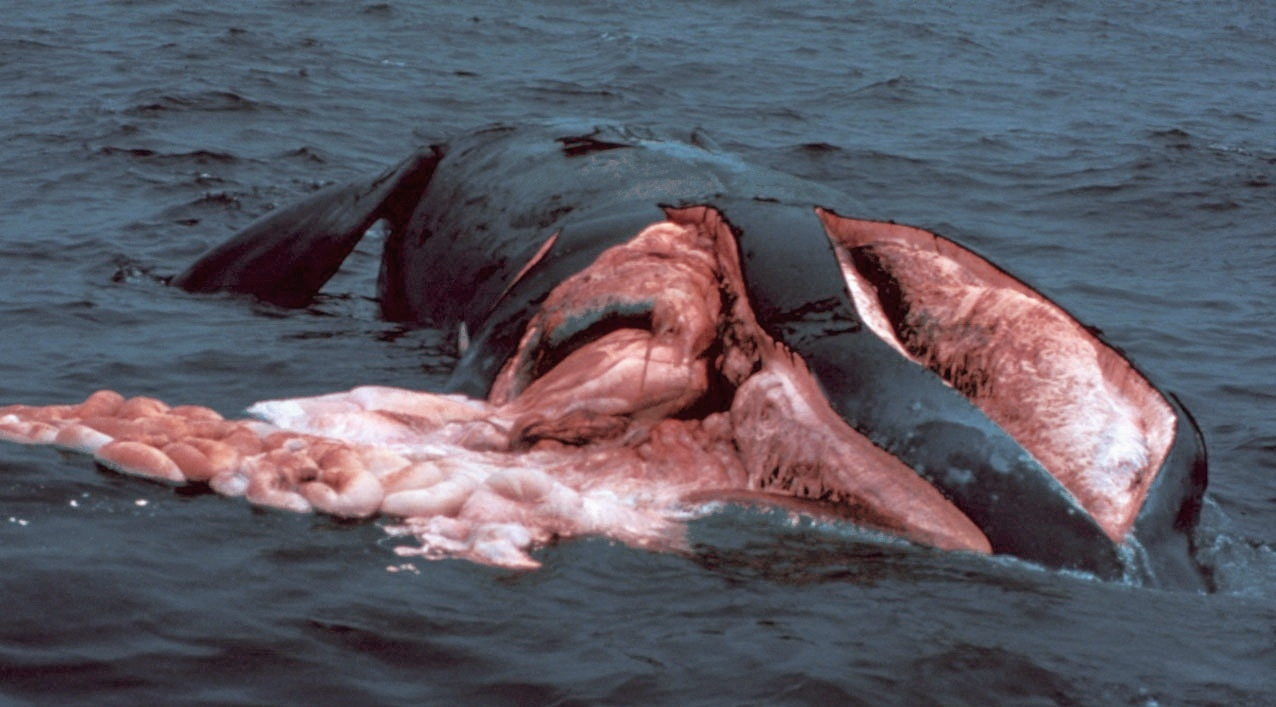
Restes d'una balena franca comuna morta en una col·lisió amb l'hèlice d'un vaixell

La captura accessòria és la captura accidental d'espècies que no són l'objectiu de la pesca. Les xarxes de tremall, fixes o a la deriva, estan associades al major grau de mortalitat per als cetacis i els pinnípedes. Tanmateix, els palangres, les xarxes d'arrossegament a profunditat intermèdia i les llinyes de tota mena també representen un perill important. La pesca de bou, emprada per capturar tonyines, comporta un alt risc d'enxarxament per als dofins. La captura accessòria és una amenaça per a tots els cetacis, independentment de la seva mida i el seu hàbitat, però els cetacis més petits i els pinnípedes són particularment vulnerables perquè no són prou grossos per escapar-se de les xarxes amb facilitat i, per tant, sovint s'acaben ofegant. Els cetacis més grossos, en canvi, són capaços d'arrancar les xarxes de les embarcacions, però poden acabar morint d'inanició si no aconsegueixen desprendre-se'n. Les xarxes i llinyes abandonades o perdudes també poden causar la mort dels animals que se les mengen o hi queden enxarxats. Malgrat que alguns mamífers marins s'enreden en xarxes d'aqüicultura, no és un fet prou habitual per tenir un impacte significatiu sobre les seves poblacions.
Les col·lisions amb vaixells són una causa de mortalitat entre alguns mamífers marins, especialment les balenes. Són una amenaça particularment important les naus ràpides com els portacontenidors, que poden ferir greument i fins i tot matar els mamífers marins amb els quals topen. Les col·lisions es poden produir tant amb naus comercials de grans dimensions com amb embarcacions d'esbarjo. La balena franca comuna, una espècie en perill crític, és una víctima habitual d'aquestes topades. Els vaixells turístics que es fan servir en l'observació de cetacis també poden afectar negativament els mamífers marins en pertorbar-ne el comportament natural.
La indústria pesquera també entra en competició directa amb els mamífers marins per les fonts d'aliment. La pesca a gran escala ha desembocat en el declivi de poblacions de peixos que formen una part important de la dieta d'aquests animals. Els pinnípedes es veuen especialment afectats per aquest fenomen. En alguns casos, la pesca ha conduït a una escassetat d'aliment, carències nutricionals, la mort de cries i individus joves per inanició i un menor reclutament a la població. La competència entre els pescadors i els mamífers marins en un context d'esgotament dels recursos pesquers ha estat una font de conflictes. En algunes parts del món s'han sacrificat grans nombres de mamífers marins per evitar que consumeixin peixos i protegir així els interessos de la indústria pesquera.
Malgrat que no competeixen directament per l'aliment, els mamífers marins i les instal·lacions d'aqüicultura de marisc sí que competeixen per l'espai. Per altra banda, els mamífers marins agafen peixos de les instal·lacions d'aqüicultura, fet que ocasiona problemes significatius als explotadors. Encara que sovint existeixen mecanismes legals per mantenir-los a ratlla, com ara xarxes antidepredadors i espantalls ultrasònics, és força habitual l'ús il·legal d'armes de foc contra els mamífers marins en aquest context.

#### Pèrdua i degradació de l'hàbitat

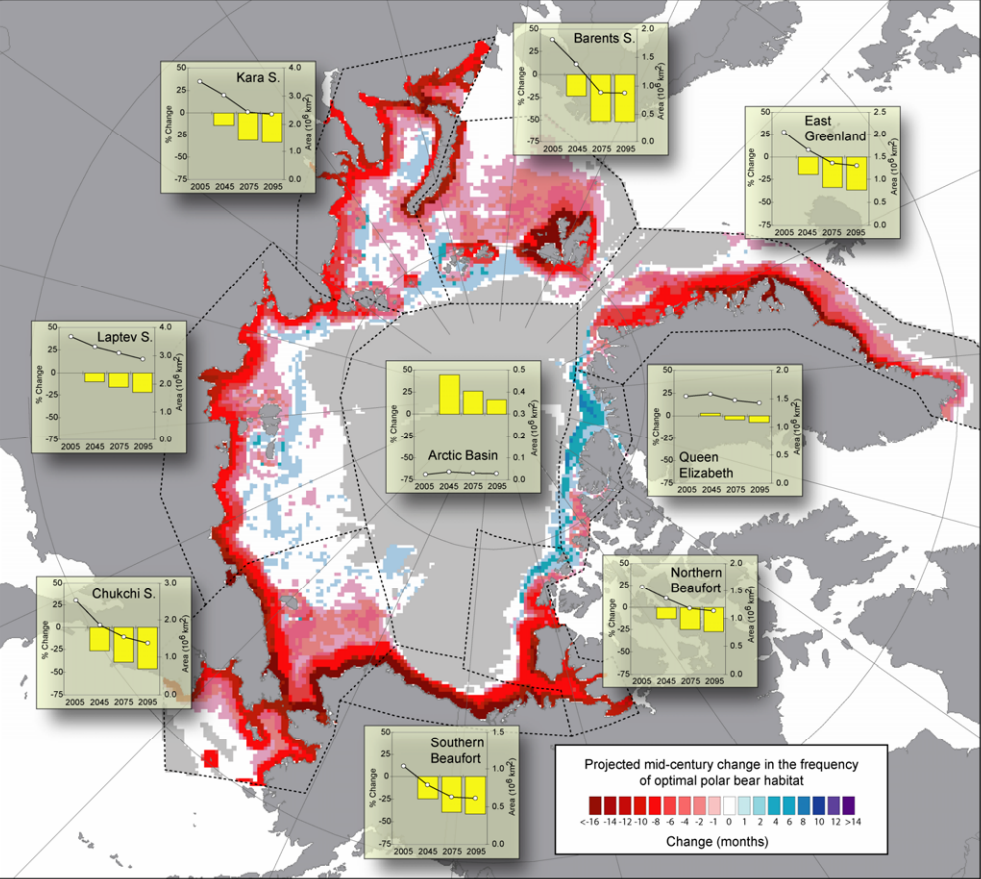
Projeccions dels canvis en l'hàbitat dels ossos polars entre el 2005 i el 2095 (vermell: pèrdues; blau: guanys)

Diverses activitats humanes tenen com a resultat la degradació dels hàbitats dels mamífers marins. Les espècies que viuen en medis costaners estan més exposades a aquest risc. La construcció de ports, emissaris submarins i amarradors, el dragatge, els abocaments, les obres de desobstrucció, els projectes hidroelèctrics i l'aqüicultura degraden el medi ambient i envaeixen hàbitats de gran valor ecològic. Per exemple, l'aqüicultura intensiva de marisc ocupa espais que són importants per a la reproducció, l'alimentació i el repòs dels mamífers marins costaners.
Els contaminants que es vessen al medi marí es van acumulant a les reserves de greix dels mamífers marins. Els contaminants que es troben als teixits dels mamífers marins inclouen metalls pesants com el mercuri i el plom, organoclorats i hidrocarburs aromàtics policíclics. Entre altres coses, poden trastornar el sistema endocrí d'aquests animals, afectar-ne el sistema reproductor i afeblir-ne el sistema immunitari, cosa que n'augmenta la mortalitat. Altres contaminants, com ara el petroli, les restes de plàstic i les aigües residuals, constitueixen una amenaça per a la subsistència dels mamífers marins.
La contaminació acústica és un altre problema important per a alguns mamífers marins, car interfereix amb la seva capacitat de comunicar-se i detectar les preses i els depredadors sota l'aigua. Les explosions submarines, que es fan servir per a diverses fins, incloent-hi activitats militars, la construcció i la recerca oceanogràfica i geofísica, els poden causar hemorràgies pulmonars i contusions i ulceracions gastrointestinals, entre altres lesions. Entre les fonts de soroll submarí hi ha el trànsit marítim, la indústria del petroli i el gas, la recerca, l'ús militar del sonar i els experiments acústics oceanogràfics. Els dispositius acústics de dissuasió que empren les instal·lacions d'aqüicultura per mantenir a ratlla els mamífers marins emeten sons molestos i d'alt volum sota l'aigua.
Hi ha dos canvis en l'atmosfera global com a resultat de l'activitat humana que amenacen els mamífers marins. Per una banda, l'augment de la radiació ultraviolada a causa de la reducció de l'ozó atmosfèric és un fenomen que afecta principalment la regió antàrtica i altres parts de l'hemisferi sud. Una major exposició a la radiació ultraviolada pot disminuir l'abundància de fitoplàncton, que es troba a la base de la cadena tròfica dels oceans. El segon efecte del canvi climàtic és l'escalfament global a conseqüència de l'augment dels nivells de diòxid de carboni a l'atmosfera. Es creu que la pujada del nivell del mar i les seves temperatures, juntament amb els canvis en els corrents marins, afecten els mamífers marins en alterar la distribució de les seves preses i modificar la idoneïtat dels seus llocs d'aparellament i les seves rutes migratòries. L'extinció quasi total o la migració dels ossos polars pertorbaria significativament la cadena tròfica de la regió àrtica. El seu hàbitat natural, el gel marí àrtic, minva un 13% per dècada, mentre que les temperatures pugen al doble de velocitat en aquesta part del món que a la resta del planeta. Si el gel marí es continua fonent a aquest ritme, el 2050 ja es podrien haver extingit fins a dos terços dels ossos polars.
Segons un estudi dut a terme per científics de la Universitat de Pittsburgh, els avantpassats dels mamífers marins deixaren de produir un cert enzim que protegeix els mamífers terrestres contra els organofosfats, una classe de compostos químics neurotòxics que es fan servir en pesticides molt comuns. Un altre estudi, publicat el 2019, en detectà a concentracions de fins a 25 mg per gram de greix en dofins del mar d'Alborán. L'exposició dels mamífers marins a aquestes substàncies podria anar en augment a causa de l'escorrentiu agrícola que arriba al mar.

### Protecció

Estats signatoris de la Comissió Balenera Internacional (CBI)

El 21 d'abril del 1972, el Congrés dels Estats Units aprovà la Llei de Protecció dels Mamífers Marins (MMPA) per aturar el declivi i la possible extinció dels mamífers marins. La llei prohibeix la caça, la mort, la captura o l'assetjament dels mamífers marins sense el permís corresponent. La gestió de l'MMPA es reparteix entre el secretari d'Interior, a través del Servei de Pesca i Fauna Salvatge dels Estats Units, i el secretari de Comerç, que delega les seves competències en aquest camp a l'Administració Nacional dels Oceans i de l'Atmosfera (NOAA). Així mateix, es creà la Comissió de Mamífers Marins (MMC) per revisar les polítiques en vigor i formular recomanacions al Servei i la NOAA que permetin una millor aplicació de l'MMPA. El Servei s'encarrega de protegir les llúdries marines, les morses, els ossos polars i els sirenis, mentre que a la NOAA se li encomanà la tasca de conservar i gestionar els pinnípedes (excepte les morses) i els cetacis. El 2016, l'MMPA fou actualitzada amb una clàusula que prohibeix la importació de peix de països que no puguin demostrar que compleixen les normes estatunidenques de protecció dels mamífers marins. L'objectiu d'aquesta esmena és forçar aquests països a adoptar normes més estrictes.
La Convenció Sobre la Conservació de les Espècies Migratòries d'Animals Silvestres (CMS), signada el 1979, és l'única organització global que treballa per a la conservació d'un ampli espectre d'animals, que inclou els mamífers marins. Els tres acords conclosos sota els seus auspicis són l'ACCOBAMS, l'ASCOBANS i l'acord sobre el mar de Wadden. El 1982, la Convenció de les Nacions Unides sobre el Dret de la Mar (CNUDM) adoptà un enfocament basat en la prevenció de la contaminació que ha estat seguit per altres convencions.

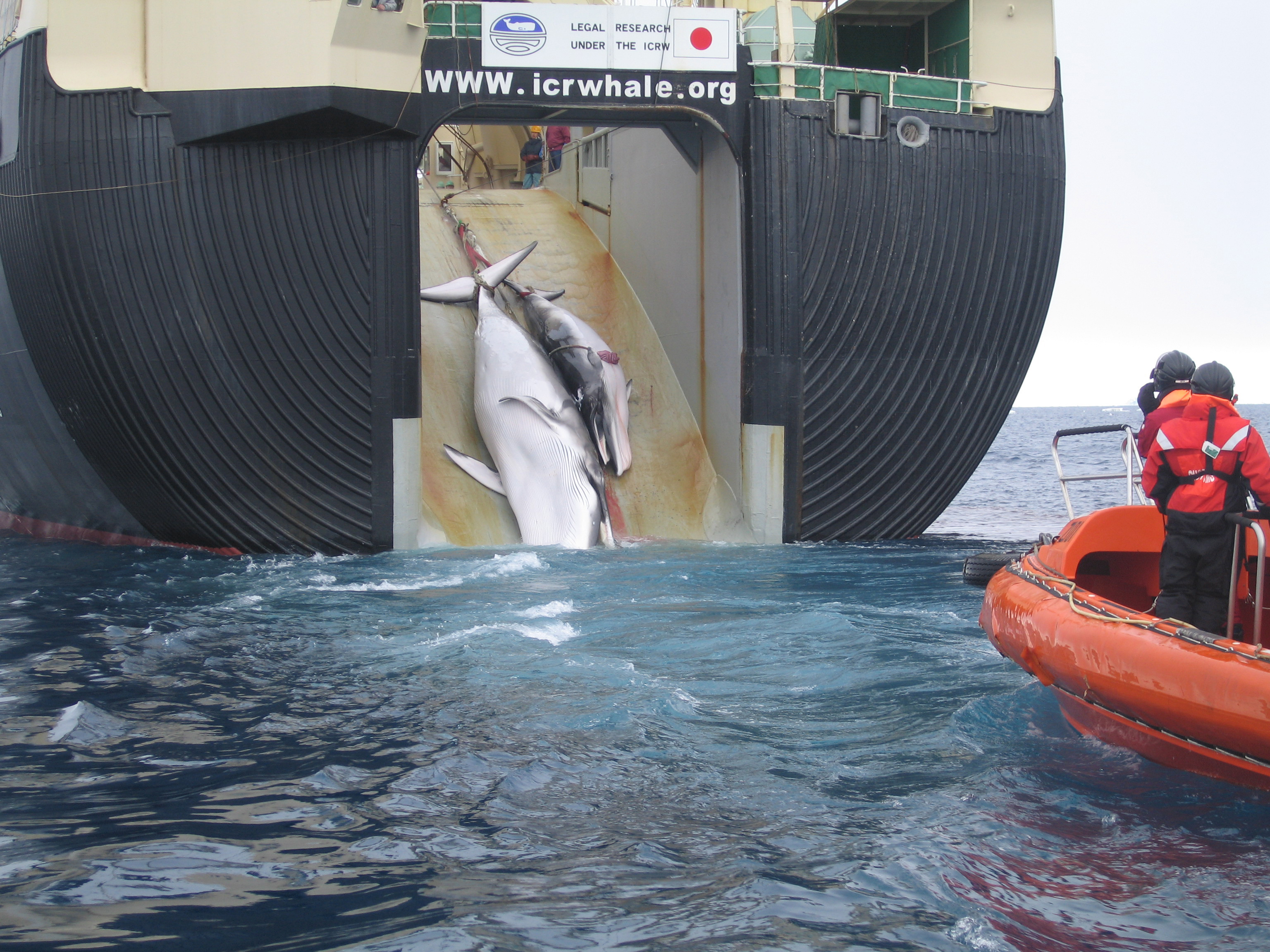
Mare i cria de rorqual antàrtic sent carregades al Nisshin Maru, un vaixell balener del Japó

L'Acord sobre la conservació dels cetacis en la Mar Negra, la Mar Mediterrània i la Mar Atlàntica Contigua (ACCOBAMS), signat el 1996, protegeix els cetacis de la Mediterrània i rebutja la caça de balenes. Té 23 estats membres. L'Acord per a la conservació de petits cetacis del mar Bàltic, Atlàntic nord-est, mar d'Irlanda i mar del Nord (ASCOBANS) fou adoptat en paral·lel amb l'ASCOBAMS per establir una zona protegida especial per als cetacis d'Europa, cada vegada més amenaçats. Altres esforços contra la caça de balenes inclouen la moratòria de deu anys sobre la caça de balenes imposada per la CBI el 1986 i la Convenció Internacional per a la Regulació de la Caça de Balenes, un acord ambiental que controla la caça de balenes amb fins comercials, científiques i de subsistència.
L'Acord Sobre la Conservació de les Foques de la Mar de Wadden, que entrà en vigor el 1991, prohibeix matar i assetjar les foques del mar de Wadden i té com a objectiu protegir les foques comunes.
L'Acord Sobre la Conservació dels Ossos Polars, signat el 1973 pel Canadà, Dinamarca (Groenlàndia), els Estats Units, Noruega (Svalbard) i la Unió Soviètica, en prohibí la caça no regulada des d'aeronaus i trencaglaços i establí mesures per protegir els seus llocs de migració, alimentació i hibernació.
Nombroses organitzacions no governamentals estan implicades en l'activisme per a la conservació dels oceans amb l'objectiu de fer conèixer i combatre diversos aspectes de la conservació dels oceans, incloent-hi la contaminació, la caça de balenes i la captura accessòria. En són exemples Greenpeace, que es concentra en la sobreexplotació dels recursos pesquers i la caça de balenes, i la Sea Shepherd Conservation Society, coneguda per les accions directes que duu a terme per destapar activitats il·legals.

### Com a aliment

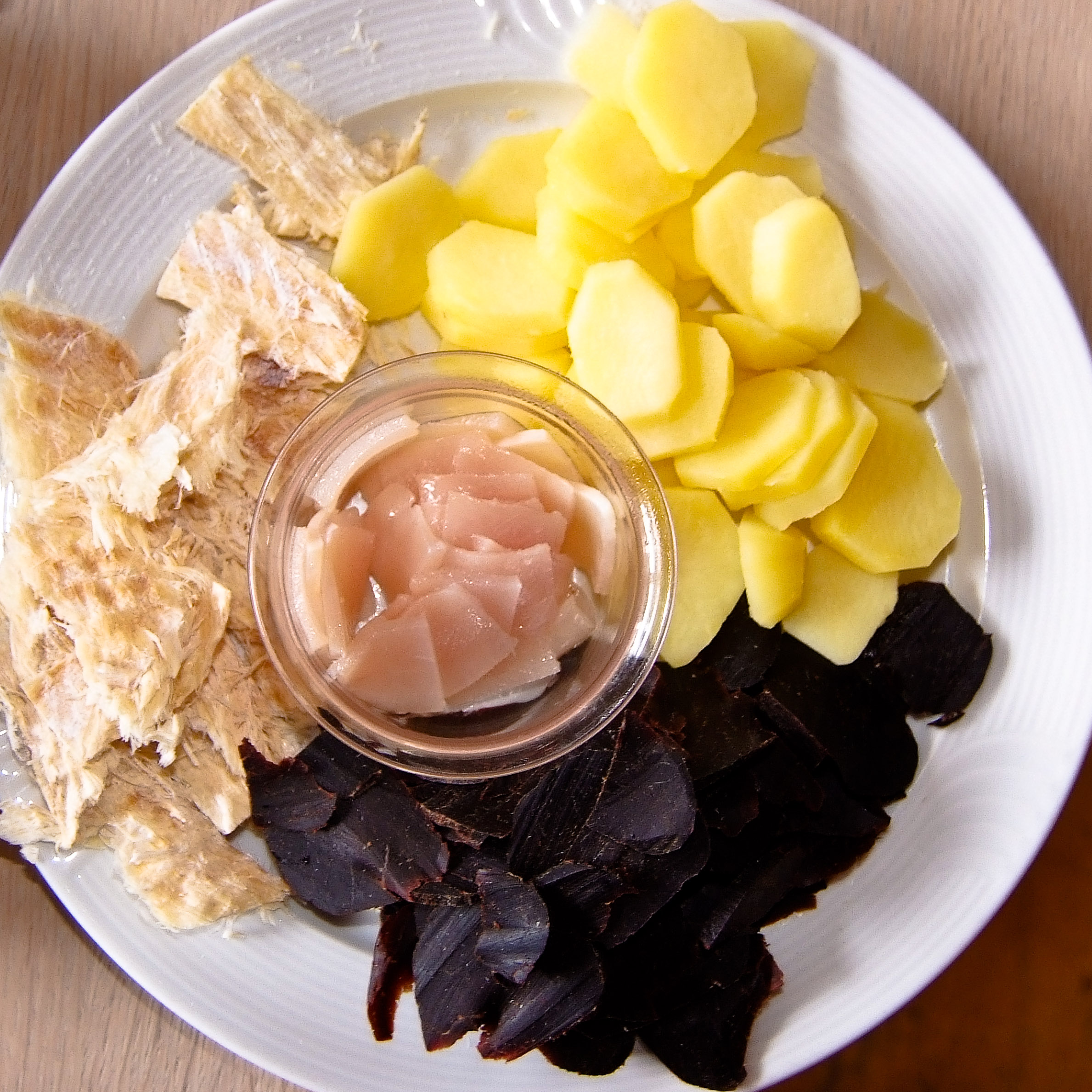
Carn (a baix), i greix (centre) de cap d'olla negre amb peix assecat (esquerra) i patates a les illes Fèroe

La carn de balena forma una part indispensable de la dieta dels pobles indígenes de l'Àrtida des de fa milers d'anys. Els indígenes duen a terme dues caces sense ànim de lucre cada any (una a la primavera i l'altra a la tardor) i en conserven la carn per consumir-la durant l'hivern. La pell i el greix adherit (muktuk) de la balena de Groenlàndia, la beluga i el narval també són molt preuats i es poden menjar crus o cuits. A les illes Fèroe també s'ha practicat la caça de balenes des dels temps dels primers assentaments vikings a l'arxipèlag i cada any s'hi maten centenars de caps d'olla negres d'aleta llarga i dofins de flancs blancs de l'Atlàntic, principalment a l'estiu. La carn de dofí encara es consumeix en alguns països, incloent-hi el Japó i el Perú (on es coneix com a chancho marino, o 'porc marí'). En algunes parts del món, com ara el poble japonès de Taiji i les Illes Fèroe, els dofins es veuen tradicionalment com a aliment i es cacen amb arpons o mitjançant la caça en batuda.
El consum de carn de dofí al Japó ha generat preocupació com a resultat de la detecció d'un alt contingut de metilmercuri en aquest aliment. Encara que no es coneix cap cas d'intoxicació per mercuri per aquest motiu, el govern fa seguiment de les persones que viuen en regions on es consumeix habitualment carn de dofí i recomana que els infants i les dones embarassades no en mengin gaire sovint. A les Illes Fèroe s'han notificat casos d'infants que han nascut amb deficiències neuropsicològiques com a resultat de la seva exposició prenatal al metilmercuri i els bifenils policlorats, fonamentalment per ingestió materna de carn de cap d'olla negre.
Les foques ocel·lades foren el principal aliment dels inuits en el passat i avui en dia encara són un aliment important per a la gent de Nunavut i formen part de la dieta d'alguns pobles d'Alaska. La carn de foca és una font d'aliment important per als habitants d'algunes petites comunitats costaneres. El seu greix es fa servir per obtenir-ne oli de foca, que tradicionalment s'ha considerat de menor qualitat que l'oli de narval i es ven com una forma d'oli de peix.

### En captivitat

#### Aquaris
Cetacis

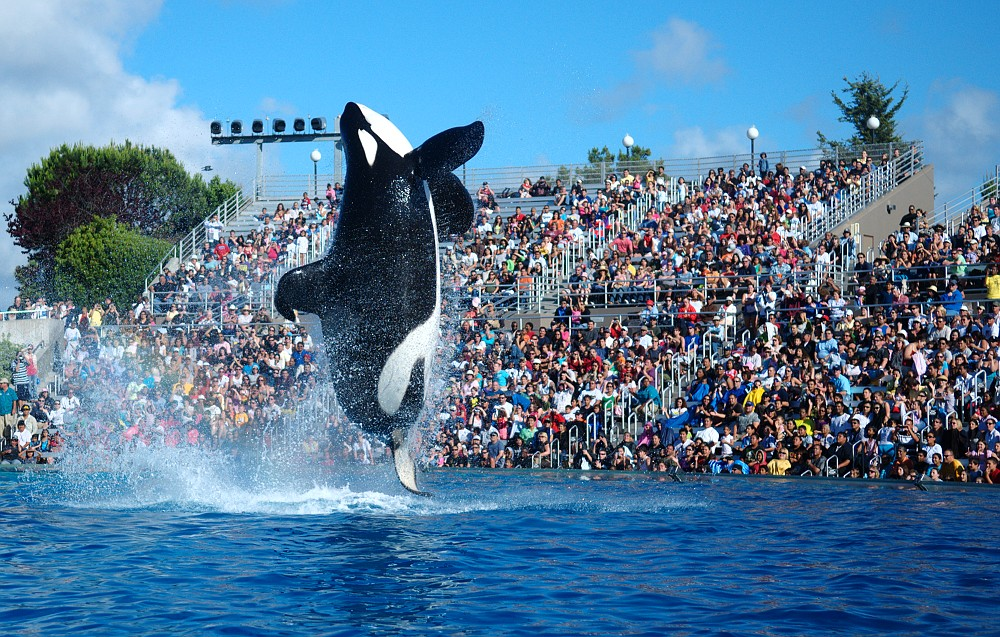
Orca participant en un espectacle a SeaWorld San Diego

Es tenen diverses espècies de dofins en captivitat, sovint en parcs d'atraccions i delfinaris com SeaWorld. La facilitat d'ensinistrar-los i la seva gran longevitat en captivitat fan que els dofins mulars siguin l'espècie més comuna als delfinaris. El 2016 es calculava que n'hi havia com a mínim 3.000 en captivitat arreu del món, tot i que no hi ha dades exactes. El seu «somriure» els converteix en una atracció popular. Tanmateix, en els dofins no és una expressió facial d'alegria, com en els éssers humans, sinó que és l'única que poden fer a causa de la seva manca de músculs facials.
Entitats com World Animal Protection i Whale and Dolphin Conservation lluiten contra la tinença de cetacis, especialment orques, en captivitat. Els individus captius sovint desenvolupen patologies, incloent-hi el col·lapse de l'aleta dorsal en la majoria dels mascles i algunes femelles. Les orques captives no solen passar de la tercera dècada de vida. En canvi, les femelles salvatges que sobreviuen a la infància viuen una mitjana de 46 anys i, en casos excepcionals, poden arribar a 80 anys, mentre que les xifres equivalents per als mascles són de 31 i 60-70 anys, respectivament. En general, les condicions de vida en captivitat no tenen res a veure amb el seu hàbitat natural i els grups socials que s'hi formen difereixen dels que es troben en la natura. Altres causes d'estrès inclouen l'obligació de fer trucs que disten molt del comportament de les orques salvatges i la petitesa de les piscines. Els individus salvatges poden nedar fins a 160 km al dia. Segons els detractors de la seva tinença en captivitat, els cetacis són animals massa grossos i intel·ligents per viure en aquestes condicions. De vegades, els individus captius exhibeixen comportaments agressius envers els éssers humans, els animals amb els quals comparteixen la piscina o fins i tot contra si mateixos. Els dofins sovint són ensinistrats per fer gestos propis dels humans, com ara saludar amb l'aleta o fer petons, que no són gens habituals en les poblacions salvatges.
Pinnípedes

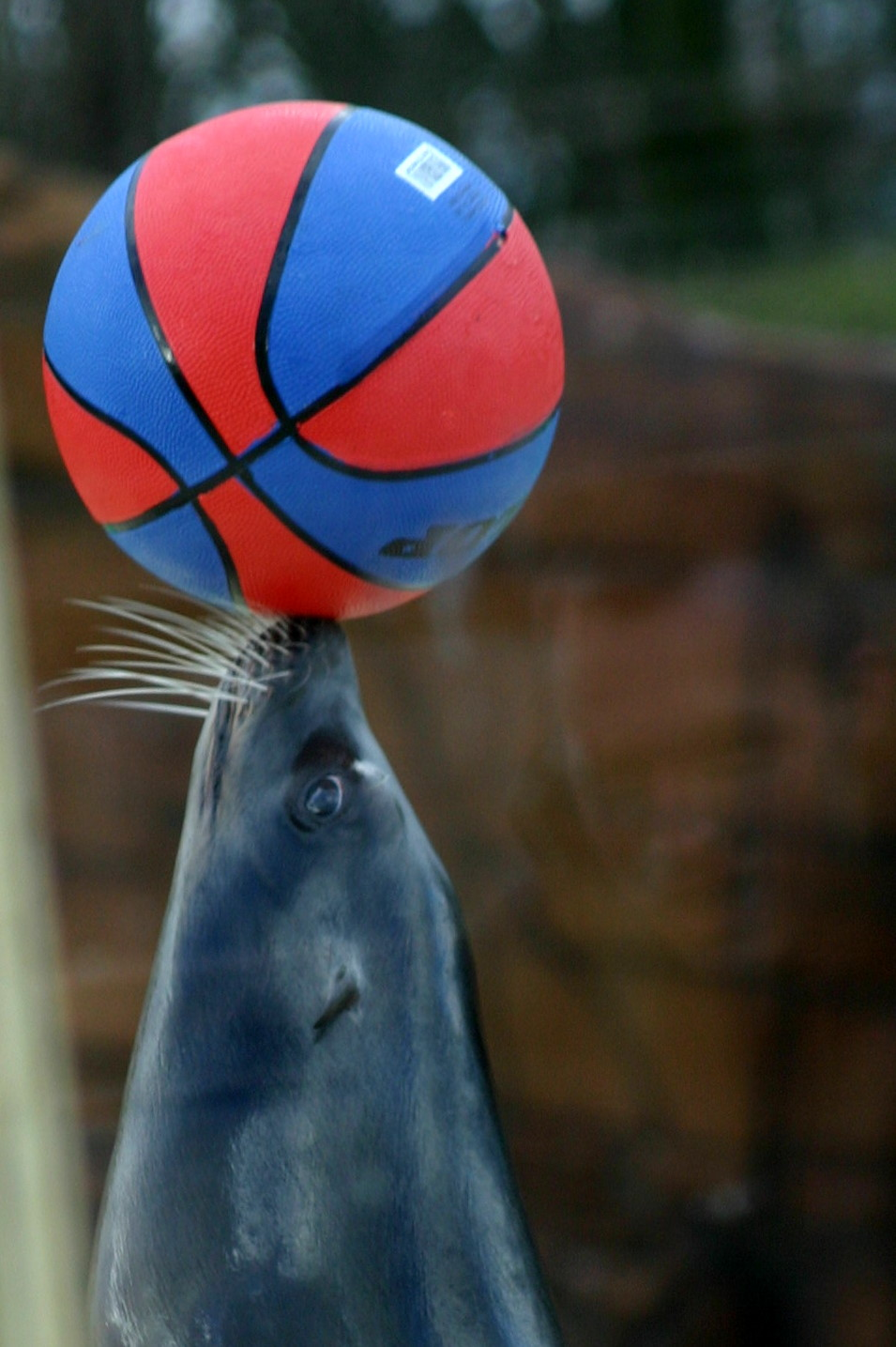
Lleó marí balancejant una pilota al musell

Els pinnípedes són una atracció popular per la seva gran mida i el seu caràcter juganer. Alguns recintes disposen de fons rocosos amb llocs de repòs artificials i una piscina, mentre que d'altres tenen closos amb petits refugis rocosos elevats des dels quals es poden capbussar els animals. Altres recintes més complexos contenen piscines de major profunditat que es poden observar des de sota del nivell de l'aigua, amb roques falses fetes de ciment a les quals es poden enfilar les foques i els lleons marins. El lleó marí de Califòrnia és l'espècie de pinnípede més comuna en captivitat per la seva abundància i la facilitat d'ensinistrar-lo. Aquests animals es fan servir per fer trucs i entretenir els visitants. Entre les altres espècies que sovint es veuen en captivitat hi ha la foca grisa i la foca comuna. En canvi, les espècies més grosses, com ara les morses i els lleons marins de Steller, hi són molt menys habituals. Els pinnípedes són atraccions populars perquè la gent sovint els atribueix una naturalesa curiosa, divertida o juganera, percepció que fins a cert punt és un cas d'antropomorfisme.
Algunes entitats, com ara ZOOXXI, la Humane Society of the United States i World Animal Protection, s'oposen a la tinença de pinnípedes i altres mamífers marins en captivitat, adduint que és impossible que els seus recintes siguin prou grans per albergar animals migratoris i que una piscina no pot reproduir la gran mida i biodiversitat dels oceans. Tampoc no estan d'acord amb l'ús de lleons marins com a entreteniment, adduint que els trucs que fan no són més que «variacions exagerades del seu comportament natural» que distreuen el públic del medi artificial en el qual viuen.
Llúdries marines
A diferència d'altres mamífers marins, les llúdries marines prosperen en captivitat. L'Aquari de Seattle fou la primera institució a criar llúdries marines des de la concepció fins a l'edat adulta. El 2007, un vídeo de YouTube de dues llúdries marines agafant-se de les mans aconseguí 1,5 milions de visualitzacions. El gener del 2015 ja en tenia més de 20 milions. Enregistrat el 2002 a l'Aquari de Vancouver, fou el vídeo d'animals més vist de YouTube fins aleshores. La percepció que les llúdries marines tenen una «vida familiar feliç» és un altre cas d'antropomorfisme.
Sirenis
Snooty, de l'Aquari de Manatís Parker del Museu del Sud de Florida, fou el manatí captiu més longeu. Nasqué el 21 de juliol del 1948 a la Miami Aquarium and Tackle Company i fou un dels primers naixements de manatís en captivitat dels quals es té constància. Fou criat en captivitat en tot moment i morí a l'edat de 69 anys. Es poden veure manatís en altres aquaris i zoos d'arreu del món.

#### Usos militars

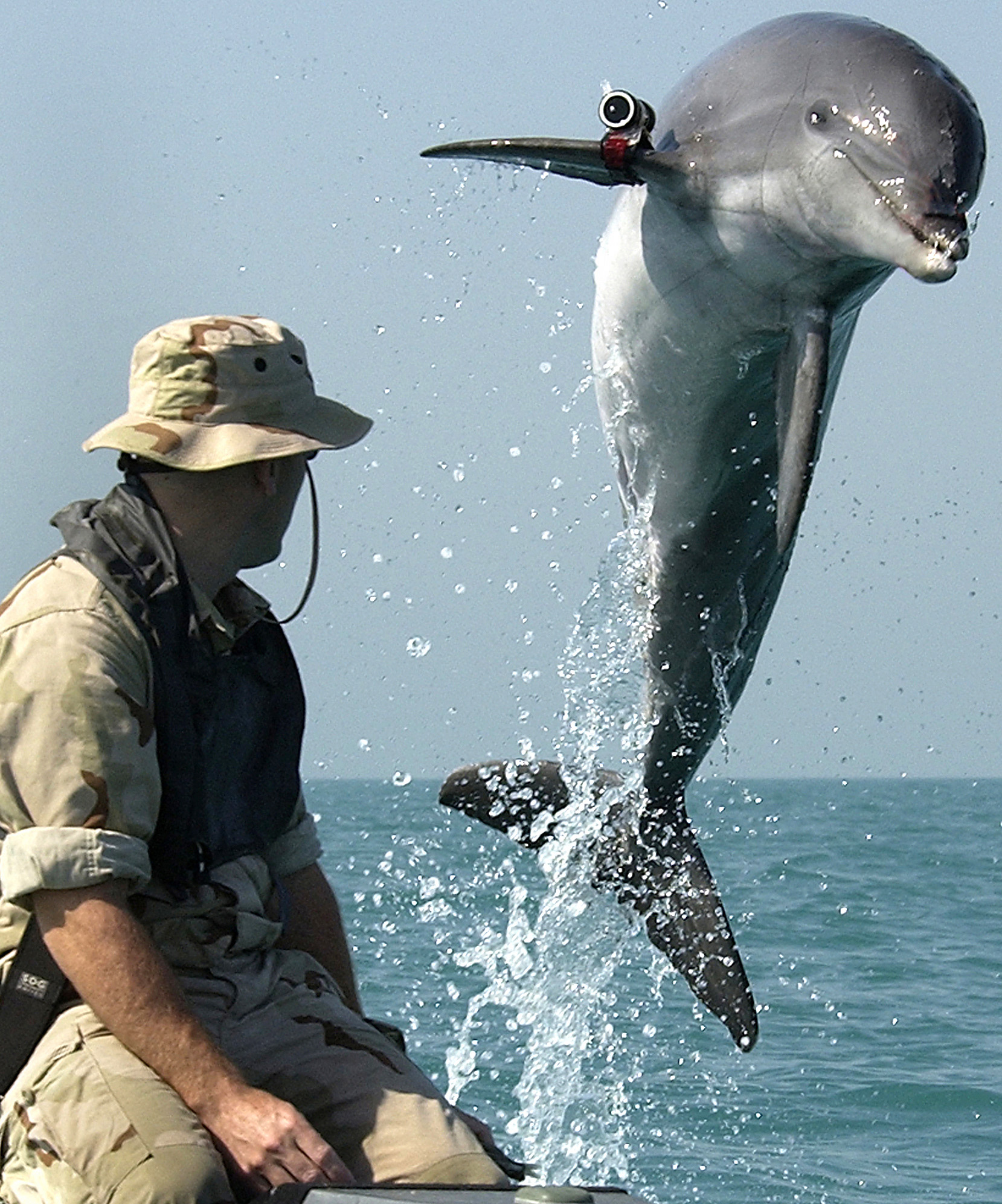
Un dofí equipat amb un emissor de localització netejant el mar de mines durant la Guerra de l'Iraq

El Programa de Mamífers Marins de la Marina dels Estats Units fa servir dofins mulars i lleons marins de Califòrnia per a tasques que inclouen la protecció de naus i ports, la detecció i neteja de mines i la recuperació d'objectes. Mai no ha ensinistrat dofins d'atac, car no serien capaços de distingir els soldats amics dels enemics. Hi havia cinc equips de mamífers marins, cadascun encarregat d'una d'aquestes tres tasques: MK4 (dofins), MK5 (lleons marins), MK6 (dofins i lleons marins), MK7 (dofins) i MK8 (dofins). Els equips de dofins eren ensinistrats per detectar i marcar mines ancorades al fons marí o flotant a la columna d'aigua, aprofitant la seva ecolocalització per identificar les mines, mentre que l'equip de lleons marins recuperava objectes de prova, com ara mines falses o bombes llançades des d'un avió, generalment fora de l'abast dels bussos, que haurien de capbussar-se diverses vegades per atansar-s'hi. L'equip MK6, encarregat de defensar els ports i els vaixells contra els bussos enemics, entrà en acció durant la Guerra del Golf i la Guerra del Vietnam. Els dofins sorprenien els bussos enemics des de darrere i els lligaven una boia a la botella d'oxigen per obligar-los a pujar a la superfície, on podien ser detectats per mariners propers. Els lleons marins, en canvi, emmanillaven els enemics tot intentant esquivar els seus contraatacs. S'ha confirmat l'ús de dofins per les forces armades russes en la invasió russa d'Ucraïna.
Aquests usos dels mamífers marins continuen despertant oposició malgrat que la política de la Marina tan sols permet emprar reforços positius per ensinistrar els dofins militars i exigeix que els animals siguin tractats conformement a les normes acceptades. Un dels motius de controvèrsia és que el seu estil de vida és molt diferent del que tindrien en el seu hàbitat natural, especialment pel que fa als espais confinats on romanen quan no estan sent ensinistrats. Un altre és l'ús de morrions i altres inhibidors que impedeixen que els dofins cerquin aliment mentre treballen. Segons la Marina, aquests dispositius eviten que els animals ingereixin objectes nocius, però els ecologistes sostenen que l'objectiu real és reforçar el control dels ensinistradors sobre els dofins. El seu transport també és objecte de crítica, car es duu a terme en sec i comporta canvis de piscina i companys de piscina que poden generar situacions conflictives entre animals territorials com els dofins.